# Паспорт гражданина Нидерландов
Паспорт гражданина Нидерландов — документ, удостоверяющий личность, а также проездной документ граждан Королевства Нидерландов (нидерл. Koninkrijk der Nederlanden). Паспортная система едина для всех стран королевства. Согласно закону от 1 января 2005 года, он выдаётся всем выезжающим за рубеж гражданам Нидерландов, независимо от возраста. Срок действия документа — 10 лет. Документ соответствует стандарту (EG 2252/04) Европейского союза. С 26 августа 2006 года выдаются биометрические паспорта со встроенным RFID-чипом для хранения биометрической информации.

## Внешний вид
В соответствии со стандартным дизайном, применяемым в Евросоюзе, паспорт Нидерландов бордового цвета, в центре передней обложки украшенный гербом Нидерландов. Над гербом написаны слова «EUROPESE UNIE» (Европейский союз) и «KONINKRIJK DER NEDERLANDEN» (Королевство Нидерланды). Все паспорта, выданные после 2006 года, имеют стандартный биометрический символ внизу справа. В документе 34 страницы, 28 из которых могут быть использованы для виз. Каждый биометрический чип также содержит данные об отпечатках пальцев владельца.

## Страница информации о владельце
- Фотография владельца
- Тип (P для обычных паспортов)
- Код выдавшего государства (NLD)
- Номер паспорта
- (1) Фамилия
- (2) Имя
- (3) гражданство
- (4) Дата выдачи
- (5) Дата рождения
- (6) Дата истечения срока действия
- (7) Место рождения
- (8) Пол (М/V/X*)
- (9) Персональный номер
- (10) Дата выдачи
- (11) Права
- (12) Подпись владельца
- (13) Рост владельца

Страница информации о владельце заканчивается зоной машиночитаемого кода, начинающегося с P<NLD.
*19 октября 2018 года впервые выдали паспорт с нейтральным полом (Х).

### Языки
Каждая подпись в паспорте пронумерована и приведена на нидерландском, английском и французском языках. На последних двух страницах паспорта эти подписи переведены на двадцати трёх официальных языках Европейского союза.

### Замечания
Паспорта содержат обращения от министра или другого должностного лица, адресованные властям всех других государств, идентифицирующим предъявителя как гражданина этого государства. В заметках внутри нидерландского государственного паспорта на нидерландском, английском и французском языках содержится следующий текст:

Именем Её Величества Королевы Нидерландов, принцессы Оранской-Нассау и проч. и проч. и проч., министр иностранных дел просит властей всех дружественных государств предоставить предъявителю паспорта свободный и беспрепятственный проход и в случае необходимости оказать предъявителю помощь и защиту.
Оригинальный текст (нид.)In naam van Hare Majesteit de Koningin der Nederlanden, Prinses van Oranje-Nassau, enz. enz. enz., verzoekt de Minister van Buitenlandse Zaken alle overheden van bevriende staten aan de houder van dit paspoort vrije en ongehinderde doorgang te verlenen alsmede alle hulp en bijstand te verschaffen.

## Типы паспортов
Для граждан Нидерландов отдельно от обычных паспортов выпускаются также дипломатические, служебные, временные, экстренные и другие виды паспортов.